# Своевременная смерть
Своевременная смерть: учитывая наши последние права (англ. Timely Death: Considering Our Last Rights) — научно-популярная книга канадской писательницы Энн Малленс (англ. Anne Mullens), впервые опубликованная Knopf Canada в мае 1996 года. В книге автор рассказывает о достижениях медицины и увеличении продолжительности жизни в контексте права на достойную смерть. Книга была названа «хорошо исследованной и всеобъемлющей книгой, написанной с состраданием и ясностью». Энн Малленс освещала историю активистки за право на смерть Сью Родригес в качестве журналиста The Vancouver Sun, а затем и Toronto Star. Это вдохновило Малленс на написание книги, и она сказала, что «её отношение к смерти изменилось в ходе её написания».

## Награды и почести
«Своевременная смерть» получила в 1997 году «Премию Эдны Стейблер за творческую документальную литературу».